# Beaufort-Orbagna
Beaufort-Orbagna est une commune nouvelle française résultant de la fusion — au 1er janvier 2019 — des communes de Beaufort et Orbagna, située dans le département du Jura, la région culturelle et historique de Franche-Comté et la région administrative Bourgogne-Franche-Comté.

## Géographie

### Climat
Pour des articles plus généraux, voir Climat de la Bourgogne-Franche-Comté et Climat du département du Jura.
En 2010, le climat de la commune est de type climat de montagne, selon une étude du Centre national de la recherche scientifique s'appuyant sur une série de données couvrant la période 1971-2000. En 2020, Météo-France publie une typologie des climats de la France métropolitaine dans laquelle la commune est exposée à un climat semi-continental et est dans une zone de transition entre les régions climatiques « Bourgogne, vallée de la Saône » et « Jura ».
Pour la période 1971-2000, la température annuelle moyenne est de 11,2 °C, avec une amplitude thermique annuelle de 17,5 °C. Le cumul annuel moyen de précipitations est de 1 182 mm, avec 13,2 jours de précipitations en janvier et 8,5 jours en juillet. Pour la période 1991-2020, la température moyenne annuelle observée sur la station météorologique de Météo-France la plus proche, « Pimorin », sur la commune de Pimorin à 9 km à vol d'oiseau, est de 10,0 °C et le cumul annuel moyen de précipitations est de 1 517,6 mm. 
La température maximale relevée sur cette station est de 39 °C, atteinte le 12 août 2003 ; la température minimale est de −26,5 °C, atteinte le 20 décembre 2009,,.
Les paramètres climatiques de la commune ont été estimés pour le milieu du siècle (2041-2070) selon différents scénarios d'émission de gaz à effet de serre à partir des nouvelles projections climatiques de référence DRIAS-2020. Ils sont consultables sur un site dédié publié par Météo-France en novembre 2022.

## Urbanisme

### Typologie
Au 1er janvier 2024, Beaufort-Orbagna est catégorisée bourg rural, selon la nouvelle grille communale de densité à sept niveaux définie par l'Insee en 2022.
Elle est située hors unité urbaine. Par ailleurs la commune fait partie de l'aire d'attraction de Lons-le-Saunier, dont elle est une commune de la couronne,. Cette aire, qui regroupe 139 communes, est catégorisée dans les aires de 50 000 à moins de 200 000 habitants,.

## Toponymie
Le nom de la commune est constitué de l'association des noms des anciennes communes fondatrices.

## Histoire
La commune est créée au 1er janvier 2019 par un arrêté préfectoral du 14 décembre 2018.

## Politique et administration

### Liste des maires
Les élus de la nouvelle commune se sont réunis le 8 janvier 2019 pour élire le nouveau maire et les adjoints. Les derniers maires des anciennes communes n'étant pas candidats c'est le seul candidat, Emmanuel Klinguer, qui est élu premier maire de la nouvelle commune par 17 voix sur 21 (4 bulletins nuls).
Le 15 mars 2020, la liste "Vivre, Imaginer, Ensemble", menée par Emmanuel KLINGUER le maire sortant, remporte le scrutin municipal. 
| Période      | Période  | Identité          | Étiquette | Qualité |
| ------------ | -------- | ----------------- | --------- | ------- |
| janvier 2019 | En cours | Emmanuel Klinguer |           |         |

### Communes déléguées
| Nom              | Code Insee | Intercommunalité | Superficie (km2) | Population (dernière pop. légale) | Densité (hab./km2) |
| ---------------- | ---------- | ---------------- | ---------------- | --------------------------------- | ------------------ |
| Beaufort (siège) | 39043      | CC Porte du Jura | 13,11            | 1 127 (2016)                      | 86                 |
| Orbagna          | 39395      | CC Porte du Jura | 4,11             | 222 (2016)                        | 54                 |

## Population et société

### Démographie
L'évolution du nombre d'habitants est connue à travers les recensements de la population effectués dans la commune depuis sa création.

En 2022, la commune comptait 1 466 habitants, en évolution de +8,67 % par rapport à 2016 (Jura : −0,81 %, France hors Mayotte : +2,11 %).
| 2016  | 2017  | 2022  |
| ----- | ----- | ----- |
| 1 349 | 1 351 | 1 466 |

## Culture locale et patrimoine

### Personnalités liées à la commune
Caroline Clément-Goujard, joueuse au sein de l'équipe de france de rugby féminin.